# Wakendorf II
Wakendorf II er en by og en kommune i det nordlige Tyskland, beliggende i Amt Kisdorf i den vestlige del af Kreis Segeberg. Kreis Segeberg ligger i den sydøstlige del af delstaten Slesvig-Holsten.

## Geografi
Wakendorf II ligger mellem Henstedt-Ulzburg og Nahe. Wakendorf II ligger 20 km sydvest for partnerkommunen Wakendorf I. Mod øst B 432 fra Norderstedt mod Bad Segeberg.
Indtil 1973 var der i byen et lokomotivdepot og en banegård på jernbanen Elmshorn – Ulzburg – Bad Oldesloe (EBO).